# Balegari ne vjeruju sreći
Balegari ne vjeruju sreći je drugi solo album Branimira Štulića. Sniman je u veljači i ožujku 1990. godine u studiju Jadran filma, miksan u studiju JM i objavljen iste godine za izdavačku kuću Jugoton.
U formi jednostrukog albuma, album zadržava stil kasnijih Štulićevih radova (nizozemska faza) s obradama te pjesmama u cijelosti ili sa stihovima na engleskom jeziku. Album sadrži posljednji Štulićev hit, obradu "Usne vrele višnje".
Početkom rata Štulić napušta Zagreb i raspušta Sevdah Shuttle Band te mu je ovo zadnji album u toj postavi.

## Popis pjesama

### A strana
1. Voljela me nije nijedna (3:03)
2. Usne vrele višnje (Štulić/Davies/Peterson) (2:56)
3. Big Bang (2:56)
4. Leute moj (Bebić) (2:39)
5. Balegari ne vjeruju sreći (2:17)
6. Gimme Some Faith (2:00)
7. Čalgija (2:03)
8. Who's Gonna Play All Those Songs Tonight (Štulić/Teodosijevski) (2:33)
9. Nema problema (2:07)

### B strana
1. Rosalinda (Cameron/Štulić) (2:53)
2. Oui Monsieur (2:16)
3. Melankolija (2:16)
4. Meni se dušo od tebe ne rastaje (4:29)
5. Golgota (2:40)
6. Atlantis (1:48)
7. Klasičan znak (2:46)
8. The Hustler (Cameron/Štulić) (2:00)
9. Vrbovina (2:14)

## Glazbenici
- Branimir Štulić - vokal i gitara
- Branko Knežević - bubnjevi
- Jurica Pađen - gitara
- Tomislav Šojat - bas-gitara
- Goran Mačužić - harmonika
- Toni Kotek - klavir
- Miroslav Sedak-Benčić - saksofon
- Herbert Stencel - trombon
- Marijan Domić - truba
- Goran Reljić - violina

## Ostali suradnici
- Branko Podbrežnički - snimatelj
- Miljenko Graso - snimatelj
- Theodore Yanni (potpisan kao Theodore Barbarian) - producent i miks
- Igor C.C. Kelčec - dizajn omota

## Vanjske poveznice
- Discogs.com - Branimir Štulić - Balegari ne vjeruju sreći